# Säveån
Säveån este o arie protejată (arie specială de conservare — SAC, sit de importanță comunitară — SCI) din Suedia întinsă pe o suprafață de 65,8 ha, integral pe uscat.

## Localizare
Centrul sitului Säveån este situat la coordonatele 57°47′48″N 12°19′58″E / 57.7968°N 12.3327°E.

## Înființare
Situl Säveån a fost declarat sit de importanță comunitară în ianuarie 1997 pentru a proteja 2 specii de animale. Situl a fost protejat și ca arie specială de conservare în martie 2011.

## Biodiversitate
Situată în ecoregiunea boreală, aria protejată conține 7 habitate naturale: Păduri de stejar sau de stejar și carpen sub-atlantice și medio-europene de Carpinion betuli, Formațiuni ierboase bogate în specii de Nardus, dezvoltate pe substraturi silicioase în zone montane (și în zone submontane, în Europa continentală), Păduri pe pante, grohotișuri și ravene de Tilio-Acerion, Păduri aluvionare cu Alnus glutinosa și Fraxinus excelsior (Alno-Padion, Alnion incanae, Salicion albae), Păduri caducifoliate de mlaștină fino-scandinave, Râuri naturale fino-scandinave, Pajiști fino-scandinave uscate până la mezice, bogate în specii de altitudine mică.
La baza desemnării sitului se află mai multe specii protejate de  pești (2): zglăvoacă (Cottus gobio), somonul (Salmo salar).